# Radu Berceanu
Radu Mircea Berceanu (Râmnicu Vâlcea, 5 marzo 1953) è un politico e ingegnere rumeno.
Entrato in politica subito dopo la rivoluzione romena del 1989 nelle file del Fronte di Salvezza Nazionale (FSN), nel 1990 ottenne il primo dei suoi quattro mandati alla camera dei deputati, in cui sedette fino al 2004. Rimasto fedele alla fazione di Petre Roman dopo la scissione del FSN, nel 1993 si legò al Partito Democratico (PD), del quale fu membro fondatore, segretario nazionale, vicepresidente e primo vicepresidente.
Fu vicepresidente della camera dal 1992 al 1998, quando fu nominato ministro dell'industria del governo Vasile. Dopo le dimissioni del primo ministro Radu Vasile, fu riconfermato anche nel successivo governo Isărescu.
Divenuto senatore nel 2004, nel 2006 fu incaricato della conduzione del ministero dei trasporti del governo del liberale Călin Popescu Tăriceanu (PNL), salvo abbandonare la posizione nel 2007 dopo la rottura dell'alleanza tra PNL e PD, causata dalla scelta del PD di uscire dalla maggioranza.
Nel 2008 fu nuovamente indicato come ministro dei trasporti di Emil Boc (PD-L), che lo volle in entrambi i suoi governi. Nel 2010, tuttavia, il partito operò un rimpasto che lo costrinse alle dimissioni. Nel 2012 annunciò che si sarebbe ritirato dalla politica e che negli anni a seguire si sarebbe occupato solamente della gestione delle sue aziende.

## Formazione e attività professionale
Nato a Râmnicu Vâlcea, completò gli studi superiori nel 1972 presso il liceo teoretico Vasile Roaită. Si trasferì, quindi, a Bucarest per gli studi universitari, conseguendo la laurea nel 1978 presso la facoltà di costruzioni aerospaziali dell'Università Politecnica di Bucarest. Tra il 1978 e il 1980 lavorò in qualità di ingegnere ricercatore presso il Centro di ricerca sul volo dell'Industria Aeronautică Română di Craiova. Dal 1980 assunse l'incarico di docente presso il liceo aeronautico di Craiova e dal 1984 vi affiancò la professione di ingegnere presso la fabbrica di aerei della stessa città.
Grande appassionato di modellismo, nel corso degli anni ottanta vinse numerosi premi per le sue riproduzioni in scala di navi ed aerei e fu membro di diverse associazioni del settore, nonché vicepresidente della Federazione romena di modellismo (1987-1992) e poi presidente onorario della stessa (dal 1992). Tali abilità gli diedero la possibilità di partecipare a diversi seminari sul modellismo nei paesi del blocco orientale. Secondo il critico letterario Angelo Mitchievici, che frequentò il circolo di modellismo per studenti fondato da Berceanu, queste circostanze gli permisero di avere accesso ad un mercato grigio nel quale operò alcune transazioni economiche vietate dal regime.
Con l'avvento della rivoluzione romena del 1989 che mise fine alla dittatura comunista di Nicolae Ceaușescu, Berceanu entrò in politica, lasciando i precedenti lavori. In virtù della sua nuova occupazione, tra il 1990 e il 1991 seguì dei corsi di specializzazione in problemi parlamentari ed istituzioni democratiche tra Canada e Stati Uniti.

## Carriera politica

### Sotto il regime e attività nel Fronte di Salvezza Nazionale
Forzatamente iscritto al Partito Comunista Romeno (PCR), secondo le sue stesse dichiarazioni, durante la dittatura non nascose le sue idee contrarie al regime, né fornì informazioni riguardanti i suoi colleghi di lavoro alla Securitate, la polizia politica di Ceaușescu. Per tale motivo nel 1981 durante una seduta del partito fu discussa la sua espulsione, ma questa si concluse con un semplice avvertimento. Nell'ottobre 1989 subì una perquisizione nel suo domicilio da parte della Securitate, intervenuta dopo essere venuta a conoscenza della sua presunta idea di oltrepassare il confine della Romania con un deltaplano da lui stesso ideato. Gli agenti provarono ad intimidire e minacciare Berceanu e la moglie con lo scopo di ottenere una confessione che provasse che Berceanu avesse sottratto documenti segreti dalla fabbrica di aerei nella quale lavorava per venderli ad un paese straniero. Tali informazioni furono rese pubbliche nel 2006, quando il Consiglio nazionale per lo studio degli archivi della Securitate (CNSAS) ordinò la desecretazione del suo dossier.
Conosciuto per le sue posizioni anticomuniste, sostenne la rivoluzione romena del 1989, divenendo vicepresidente della sezione locale nel distretto di Dolj dell'organo governativo provvisorio, il Consiglio del Fronte di Salvezza Nazionale (CFSN). Questo nel febbraio 1990 venne ridenominato Consiglio Provvisorio di Unità Nazionale (CPUN), in seguito alla decisione dei vertici del CFSN di fondare un partito politico, il Fronte di Salvezza Nazionale (FSN) di Ion Iliescu. Berceanu partecipò al CPUN di Dolj con il ruolo di presidente e fece parte dell'assemblea del CPUN a livello nazionale, oltre a prendere la decisione di entrare nel FSN, grande collettore politico che, pur erede delle strutture e dell'ideologia del precedente sistema di potere, si proponeva di condurre gradualmente il paese alla democrazia e al capitalismo.
Leader della sezione locale del partito nel distretto di Dolj e poi segretario nazionale del FSN tra il marzo e il novembre 1991, si candidò alla camera in occasione delle elezioni parlamentari in Romania del 1990. Mentre il FSN ottenne una maggioranza schiacciante sugli altri partiti, Berceanu conseguì il primo mandato alla camera della sua carriera, nel corso del quale fu membro della commissione economia e, a partire dal settembre 1992, vicepresidente della camera. Nell'aprile 1991 fu proposto come ministro della gioventù del governo Roman II, ma il voto del parlamento respinse la sua candidatura.
Nel novembre 1991 divenne vicepresidente del FSN a livello nazionale, ricevendo la delega sulle questioni organizzative del partito.

### Personalità di rilievo del Partito Democratico
Nella primavera del 1992 il FSN andò incontro ad una scissione, come risultato dello scontro tra le due correnti del partito, quella guidata dal presidente della repubblica Ion Iliescu e quella dell'ex primo ministro Petre Roman. Iliescu fondò il Fronte Democratico di Salvezza Nazionale (FDSN), mentre la controparte mantenne la sigla originale, con la quale si presentò alle elezioni parlamentari e presidenziali del 1992.
Berceanu, rimasto fedele alla linea Roman, ottenne la rielezione a deputato, ma il suo partito passò all'opposizione del governo FDSN di Nicolae Văcăroiu. Vicepresidente della camera per gli interi quattro anni di legislatura, nel maggio 1993 fu tra i membri fondatori del Partito Democratico (PD), nato su iniziativa di Roman come successore diretto del FSN. Personalità di alto rango del gruppo politico, fu negli anni successivi vicino ai colleghi di partito Adriean Videanu e Vasile Blaga. Nella nuova formazione mantenne il ruolo di presidente dell'organizzazione distrettuale del PD di Dolj e fu nominato primo vicepresidente del partito a livello nazionale. Fu capo, inoltre, della campagna elettorale per le elezioni parlamentari del 1996.
Nel 1996 fu rieletto deputato per il terzo mandato consecutivo, conservando la posizione di vicepresidente della camera fino al 1998. Fu, inoltre, membro della delegazione del Parlamento della Romania presso l'assemblea parlamentare del Consiglio dell'Unione europea (APCE), incarico rivestito in tre diverse occasioni della sua carriera (1996–1998, 2000–2006, 2007–2008).
In occasione delle elezioni parlamentari e presidenziali del 1996, la coalizione del centro-destra cristiano-liberale della Convenzione Democratica Romena (CDR) riuscì a battere il partito erede del FDSN di Iliescu, il Partito della Democrazia Sociale di Romania (PDSR). Per garantirsi la maggioranza parlamentare, tuttavia, fu costretta a siglare delle alleanze con i regionalisti dell'Unione Democratica Magiara di Romania (UDMR) e con i socialdemocratici di Petre Roman, terza forza del paese. Il PD, in tal modo, entrò a far parte del governo Ciorbea. Personalismi di partito, divergenze ideologiche con la CDR e continui problemi di tenuta interna della coalizione, tuttavia, collocarono il PD in una posizione di costante minaccia di abbandono dell'esecutivo, politica sostenuta dall'allora ministro dei trasporti Traian Băsescu e appoggiata da buona parte della base del partito, Berceanu compreso. Facendo così temere il ritiro dalla maggioranza, nel 1998 il PD riuscì ad ottenere le dimissioni di Victor Ciorbea.

### Ministro dell'industria

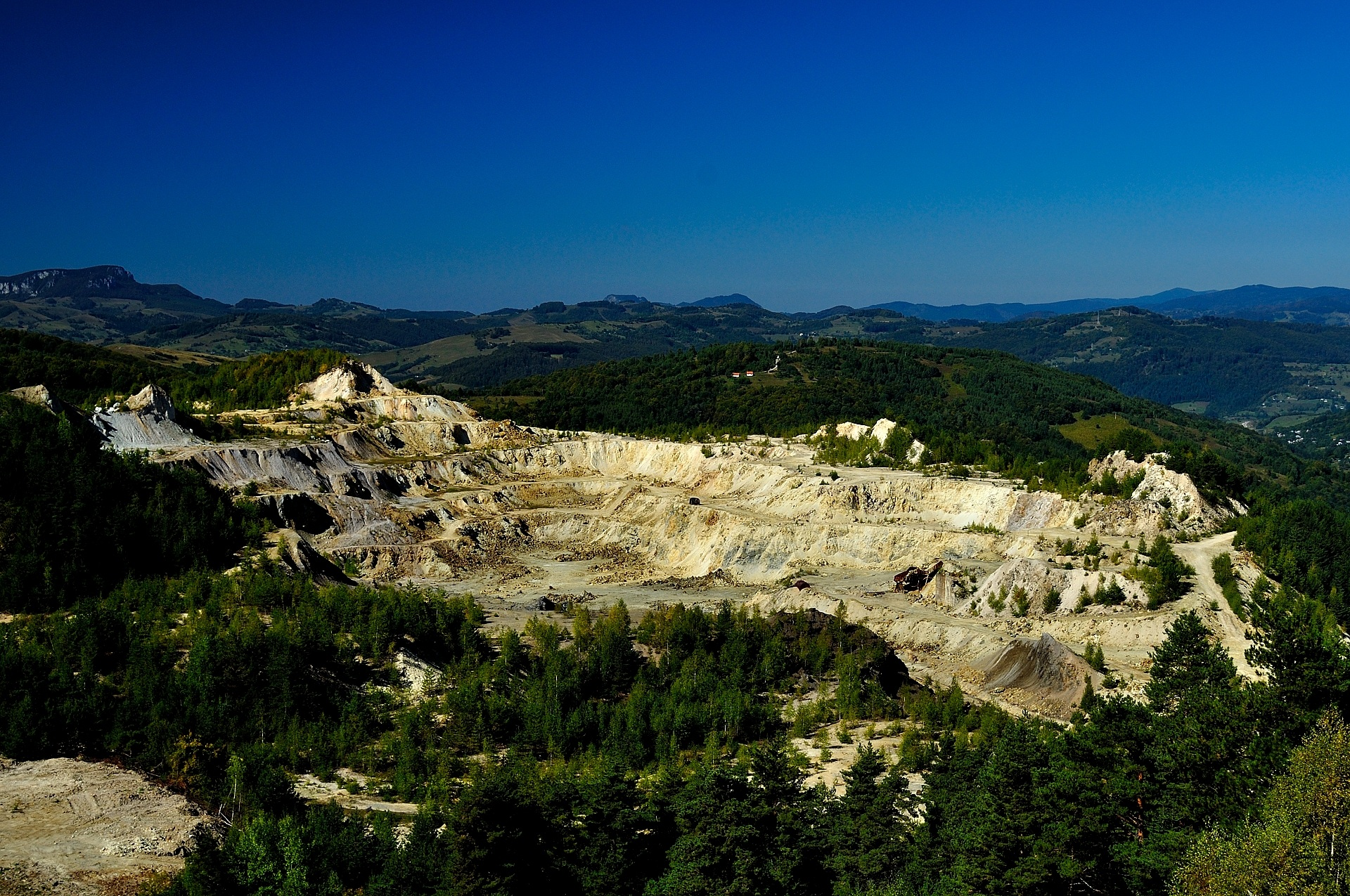
Parte del sito minerario di Roșia Montană

Nell'aprile 1998 il successore di Ciorbea, Radu Vasile, chiamò Berceanu alla guida del ministero dell'industria e del commercio del suo governo. Il deputato del PD, quindi, lasciò la vicepresidenza della camera per assumere la nuova funzione. Nel settore industriale il governo indicò come priorità quella della privatizzazione delle grosse aziende di stato ancora sotto amministrazione pubblica. La posizione incerta del PD in materia, ove non apertamente contraria, tuttavia, contribuì a rallentare il processo.
Nell'estate del 1998, per fare fronte alle richieste del Fondo monetario internazionale, Vasile varò un piano che imponeva la chiusura delle aziende statali nei settori improduttivi, che investì direttamente gli operatori del comparto minerario sotto la gestione del ministero dell'industria. Il 16 dicembre 1998 Berceanu dichiarò pubblicamente che le miniere di Dâlja e Bărbăteni sarebbero state chiuse nel quadro di un più ampio programma di revisione dell'area mineraria della valle del Jiu. Fu uno degli atti che scatenarono la mineriada del gennaio 1999, che mise a dura prova il mantenimento dell'ordine pubblico in alcune località dell'Oltenia.
La Legge sulle miniere del 1998, inoltre, assegnava direttamente alla Minvest-Deva, società a maggioranza di capitale statale, i diritti di sfruttamento dei ricchi giacimenti minerari nel perimetro della località transilvana di Roșia Montană. L'ordinanza di governo 458/1999 emanata nel giugno di quell'anno a firma di Berceanu, del ministro delle finanze Decebal Traian Remeș e del presidente dell'Agenzia nazionale per le risorse minerarie (ANRM) Mihail Ianăș, approvò la concessione della licenza di sfruttamento alla società. Sempre nel 1999, tuttavia, nel quadro della Strategia di ristrutturazione delle compagnie del settore minerario, Berceanu ordinò la dismissione della filiale della Minvest a Roșia Montană. Diminuita la capacità operativa nella zona da parte della Minvest, perciò, il 9 ottobre 2000 la licenza fu trasferita, tramite ordine di Berceanu, alla Roșia Montană Gold Corporation (RMGC), gestita all'80% dalla corporation canadese Gabriel Resources, in cambio di un controvalore di 3 milioni di dollari e di un investimento garantito di 250 milioni di dollari. Secondo alcuni studi, tuttavia, il giacimento conteneva 800 tonnellate di oro e 2000 d'argento del valore stimato di 10 miliardi di dollari. Il potenziale danno economico per il paese fu negli anni a seguire oggetto di aspre critiche da parte di diverse forze politiche e discusso da un'apposita commissione d'inchiesta parlamentare.
Nel corso del 1999 il peggioramento degli indicatori economici, alla fine, portò alla nascita di un nuovo governo presieduto dall'economista Mugur Isărescu, nel quale Berceanu fu riconfermato ministro.
Nel 2000 fu protagonista dello scandalo Eurofinances, società che avrebbe beneficiato di fondi europei per milioni di euro per la realizzazione di un piano di sviluppo energetico nei distretti di Gorj e Vâlcea, tramite l'utilizzo manodopera messa in disponibilità dopo la chiusura di numerosi siti minerari. Il giro d'affari e la dimensione dell'azienda, tuttavia, non garantivano in nessun modo l'effettiva realizzazione dei progetti. L'esplosione dello scandalo politico, alla fine, spinse Berceanu a ritirare l'ordine che autorizzava la Compagnia nazionale di energia elettrica (CONEL) ad assegnare l'appalto direttamente alla Eurofinances.
Dopo quattro anni di maggioranza, in seguito alle elezioni parlamentari in Romania del 2000 il PD passò nuovamente all'opposizione di un governo guidato da Adrian Năstase (PDSR). Berceanu fu uno dei 31 deputati del partito ed in tale veste prese parte alla commissione sull'industria e i servizi e a quella per il regolamento (fino al 2002). Nel 2004 fu nuovamente vicepresidente della camera per un breve periodo (febbraio-settembre).

### Senatore e ministro di Tăriceanu
In vista delle elezioni parlamentari in Romania del 2004 il PD Traian Băsescu, leader del partito dal 2000, decise di allearsi con il Partito Nazionale Liberale di Călin Popescu Tăriceanu, formando una coalizione di centro-destra denominata Alleanza Giustizia e Verità (D.A.), che presentò liste unificate e supportò la candidatura alla presidenza della repubblica di Băsescu. Mentre questi riuscì a battere con uno strettissimo margine il candidato del Partito Social Democratico (PSD) Adrian Năstase, la formazione di una maggioranza parlamentare che garantisse il proprio sostegno al governo Tăriceanu implicò il coinvolgimento di altre forze politiche: UDMR e PUR.
Berceanu, eletto per la prima volta al senato, in veste di parlamentare fu vicepresidente del senato (dicembre 2004-giugno 2006 e aprile 2007-aprile 2008) e a più riprese membro di numerose commissioni: pari opportunità, bilancio, regolamento (della quale fu presidente fino a settembre 2006), privatizzazione, commissione speciale per il regolamento delle sedute comuni, commissione speciale per la legge elettorale e il finanziamento delle campagne elettorali.
Tra le misure da intraprendere nel corso del suo mandato, il ministro dei trasporti Gheorghe Dobre nel 2006 promise il potenziamento della linea e il dimezzamento dei tempi di percorrenza sul percorso ferroviario tra Bucarest e Costanza entro tre anni e il rinnovo del parco treni della compagnia ferroviaria nazionale, la CFR, con investimenti fino a 700 milioni di euro. Nel giugno 2006, tuttavia, gravi ritardi nei progetti di costruzione delle infrastrutture spinsero il premier a chiedere le dimissioni del ministro, mentre Berceanu fu incaricato di sostituirlo.
Crescenti tensioni interne alla maggioranza, scaturite dal duro confronto tra il primo ministro Tăriceanu e il presidente della repubblica Băsescu, però, nell'aprile del 2007 condussero al ritiro del PD dalla maggioranza e alla rottura dell'alleanza D.A. Nel dicembre dello stesso anno il PD si fuse con il Partito Liberale Democratico di Theodor Stolojan e cambiò nome in Partito Democratico Liberale (PD-L), completando la propria trasformazione in gruppo di centro-destra, già sancito dalla sua iscrizione al Gruppo del Partito Popolare Europeo e all'abbandono dell'Internazionale socialista. Il ministero dei trasporti andò, quindi, a Ludovic Orban (PNL).
In aprile 2008 Berceanu lasciò il suo seggio al senato al collega di partito Gelu Vișan, esprimendo l'intenzione di candidarsi alla presidenza del consiglio del distretto di Dolj. Nella tornata elettorale per le amministrative dell'estate, tuttavia, fu sconfitto dal rappresentante del PSD Ion Prioteasa (42% contro 33,8%), ottenendo, alla fine, un semplice posto di consigliere distrettuale.
In seguito alla sconfitta elettorale, nel luglio 2008 si dimise da presidente del PD-L di Dolj ma, dopo un breve periodo, fu rieletto per la stessa funzione dai colleghi della filiale di partito con 321 dei 408 voti dei delegati di distretto.

### Ministro dei trasporti di Emil Boc

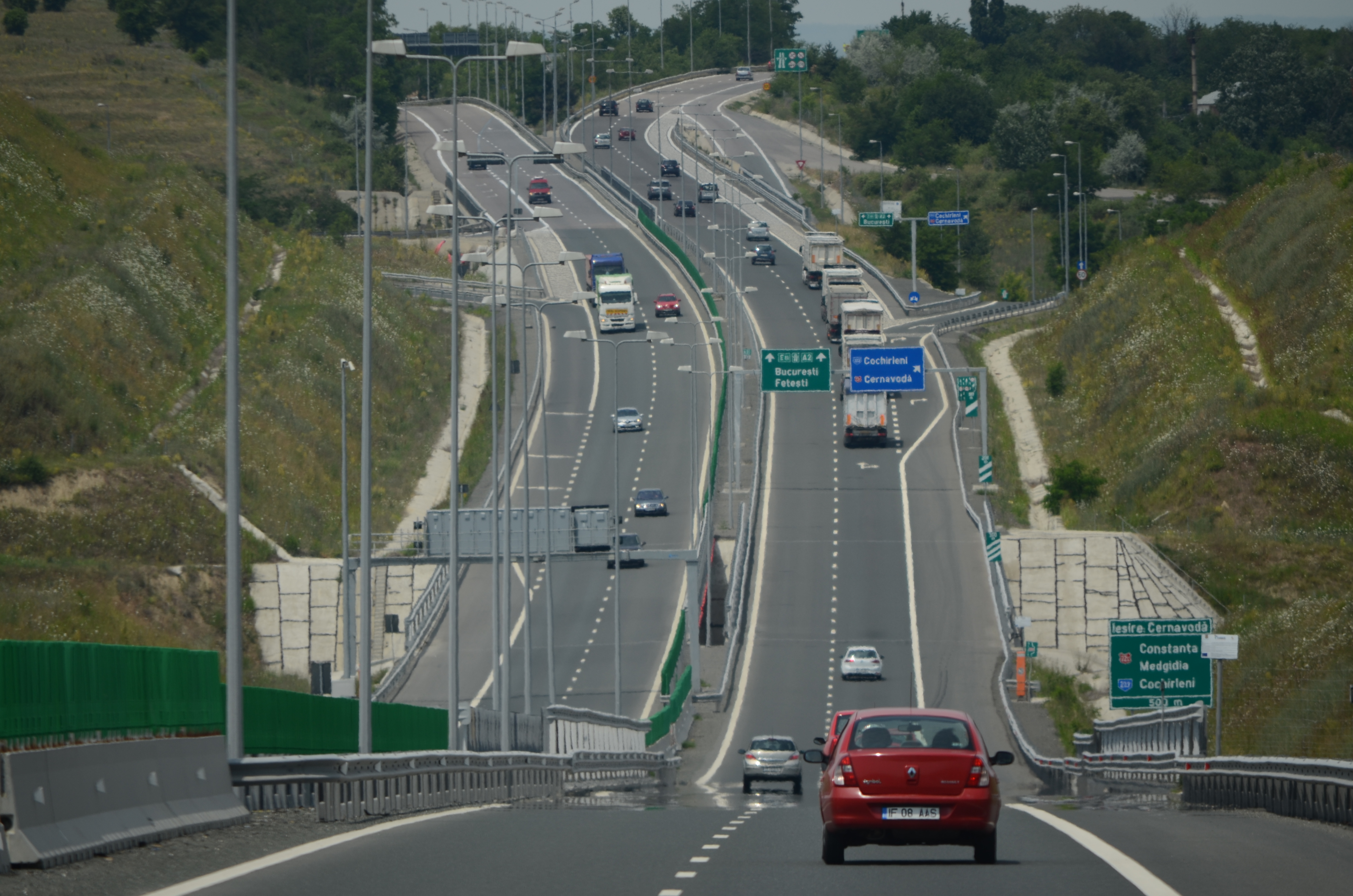
Un tratto dell'Autostrada A2 Bucarest-Costanza completato nel 2012 nei dintorni di Cernavodă nel distretto di Costanza

Alle elezioni parlamentari del novembre 2008, in ogni caso, Berceanu riconquistò il posto di senatore con il 46,1% delle preferenze nella sua circoscrizione. A livello nazionale le elezioni del 2008 furono segnate da un grande equilibrio che, malgrado comuni diffidenze, costrinse i due partiti più votati (PSD e PD-L) a formare un'ampia coalizione a sostegno del nuovo primo ministro Emil Boc (PD-L). Oltre a partecipare alla commissioni senatoriali sui diritti dell'uomo e a quella economica, Berceanu fu nominato ministro dei trasporti del governo Boc I.
Già in campagna elettorale, esprimendosi sullo stato delle infrastrutture in Romania in fase di presentazione del programma di governo proposto dal PD-L per il periodo 2009-2012, Berceanu dichiarò di aspettarsi il completamento di 836 km di autostrada in quattro anni (54 km nel 2009, 172 km nel 2010, 256 km nel 2011 e 354 km nel 2012). Assunta la funzione di ministro annunciò che le priorità del governo sarebbero state la realizzazione delle autostrade (malgrado seri tagli al bilancio dovuti alla crisi economica), da realizzarsi tramite la separazione in due diverse società della Compagnia Nazionale di Autostrade e Strade Nazionali (CNADNR), il miglioramento dello stato delle ferrovie e la costruzione degli aeroporti (come quello di Brașov). Manifestò l'intenzione di completare i cantieri dell'Autostrada A2 tra Bucarest e Costanza entro il 2011, quelle tra la capitale e Brașov e l'autostrada del sud Bucarest-Calafat, al confine con la Bulgaria, entro il 2014. Tali progetti (di fatto parzialmente o mai realizzati), tuttavia, come da annuncio dello stesso Berceanu, avrebbero comportato la rinuncia alla costruzione di dodici superstrade, che avevano rappresentato una priorità per il precedente governo. Berceanu fu critico nei confronti del suo predecessore Ludovic Orban (PNL), accusato di aver speso somme sostanziose (160 milioni di euro nel 2008) per studi di fattibilità per delle superstrade per le quali nessun progetto era stato avviato. Tra le sue altre proposte vi fu quella di un collegamento ferroviario tra la stazione Bucarest Gara de Nord e l'Aeroporto di Bucarest-Henri Coandă, situato nel sobborgo di Otopeni.

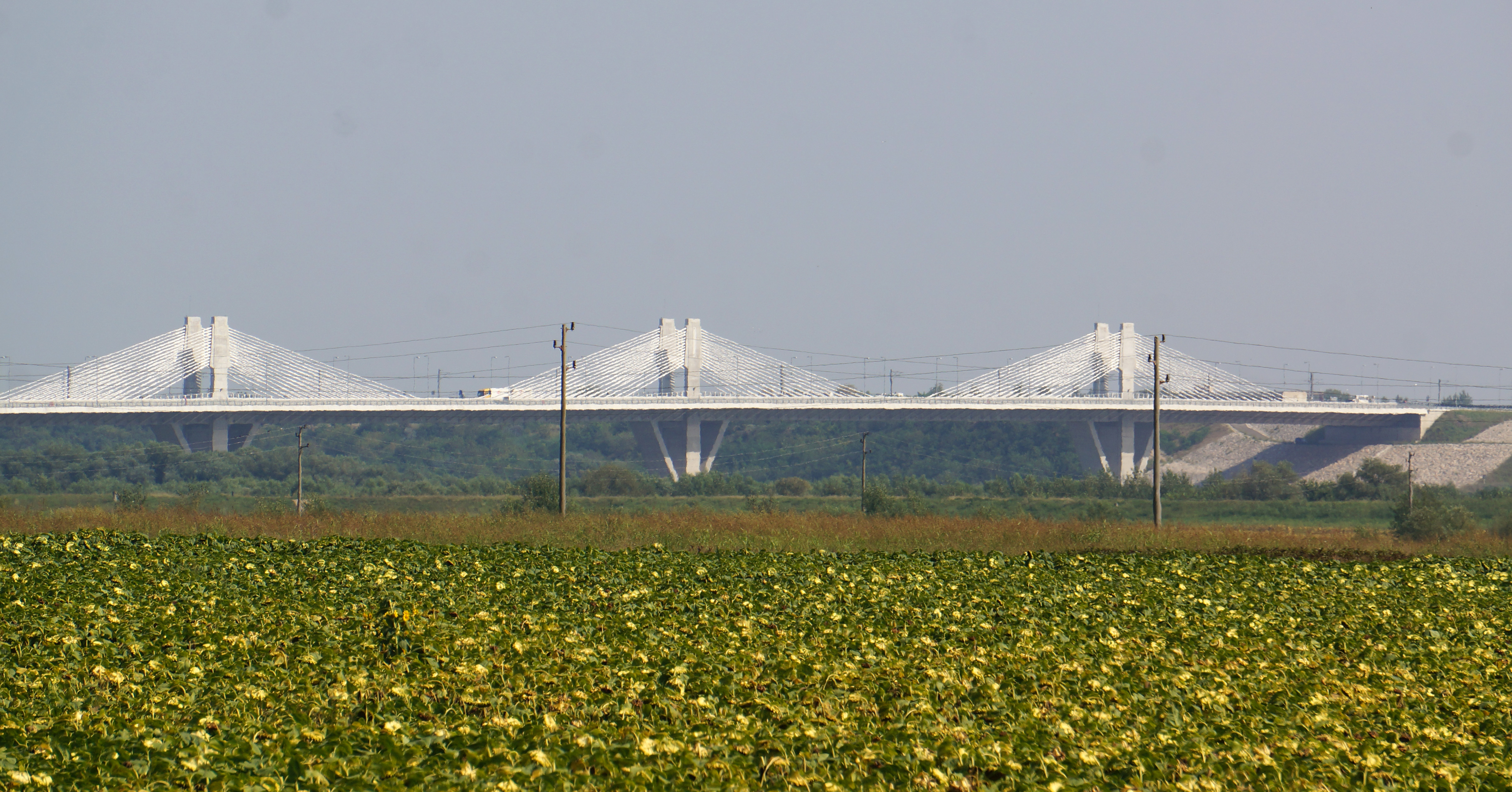
Il Ponte Nuova Europa sul Danubio tra Calafat (Romania) e Vidin (Bulgaria), iniziato nel 2009 e completato nel 2013

Nel gennaio 2009 rese noto un piano di ristrutturazione generale della CFR, che avrebbe potuto comportare 12.000 licenziamenti. Secondo Berceanu, infatti, buona parte del budget del ministero era utilizzato per coprire i salari dei dipendenti, piuttosto che per la realizzazione di infrastrutture. A tal riguardo biasimò la gestione di Orban, considerato colpevole di aver proceduto ad assunzioni di personale non necessarie e con stipendi fuori mercato, che avevano aggravato il bilancio del ministero, tutto allo scopo di guadagnare consenso elettorale in vista delle elezioni del 2008. Orban reagì affermando che il bilancio messo a disposizione del ministero dei trasporti dal PD-L era assolutamente insufficiente per le necessità di sviluppo del paese, motivo per il quale si aspettava la sostituzione di Berceanu a breve. Lo criticò, inoltre, per la mancanza di interesse nel progetto per le superstrade, in quello per la costruzione del ponte Calafat-Vidin tra Romania e Bulgaria e per la negligenza nella costruzione della superstrada Craiova-Pitești.
Nel consiglio dei ministri numerosi conflitti tra i rappresentanti dei due partiti PSD e PD-L caratterizzarono l'andamento del governo. Lo stesso Berceanu nel settembre 2009 si unì al collega di partito Ioan Oltean nel muovere critiche contro il ministro dell'istruzione del PSD Ecaterina Andronescu. La già incerta stabilità della coalizione di governo venne meno in ottobre 2009 quando il PSD, abbandonando l'esecutivo, avviò una crisi politica che si risolse solamente dopo mesi. Emil Boc si assunse la responsabilità di un governo di minoranza, riassegnando ad interim i ministeri lasciati dal PSD ad elementi del PD-L. Da ottobre 2009 Berceanu guidò ad interim il ministero dell'agricoltura, la cui direzione era rimasta vacante dopo le dimissioni di Ilie Sârbu (PSD), e annunciò l'assegnazione di incarichi nel quadro del ministero ad esperti del settore del PD-L per coprire i posti lasciati dai dimissionari in area PSD, oltre all'avvio di controlli interni per verificare l'esistenza di sprechi.
Il 13 ottobre le forze politiche di opposizione votarono una mozione di sfiducia che costrinse il governo alle dimissioni. Il presidente della repubblica Băsescu diede mandato di formare un nuovo governo in successione a Lucian Croitoru e Liviu Negoiță, ma nessuno dei due riuscì ad ottenere l'investitura del parlamento, mentre la squadra di Emil Boc rimase in carica ad interim in attesa di una soluzione politica. Sia Croitoru che Negoiță avevano inserito Berceanu nella lista dei ministri dei loro eventuali governi.
Nel dicembre 2009 la rielezione di Băsescu a presidente della repubblica segnò una svolta, che consentì ad Emil Boc di riuscire a trovare il sostegno per la composizione di una maggioranza che permise la nascita del governo Boc II. Berceanu, quindi lasciò il dicastero dell'agricoltura, da lui stesso definito un ministero complicato, a Mihai Dumitru, mentre fu riconfermato in quello dei trasporti. L'inasprirsi della crisi economica internazionale, tuttavia, non ne facilitò i compiti. Ad inizio 2010 lo stesso Berceanu ammise che il budget a disposizione del ministero non copriva nuovi progetti, ma solo il completamento delle opere già iniziate e che non ci sarebbero state novità sostanziali neanche nel 2011.
Berceanu presentò le proprie dimissioni da ministro nel settembre 2010, venendo sostituito da Anca Boagiu nell'ambito di un più ampio rimpasto di governo voluto da Băsescu e Boc.

### Ritiro dalla vita politica
Nel novembre 2010 fu per l'ultima volta rieletto a capo della sezione del PD del distretto di Dolj, vincendo senza problemi la concorrenza di Gelu Vișan, unico sfidante, con 419 voti a 113. Dopo 23 anni di politica, infatti, nell'aprile 2012 Berceanu rese nota la sua decisione di ritirarsi a vita privata e di non voler concorrere alle elezioni parlamentari in Romania del 2012. Nel luglio 2012 annunciò che, dopo un ventennio alla sua guida, avrebbe lasciato anche la presidenza del PD-L del distretto di Dolj, sostenendo di voler lasciare spazio alle generazioni più giovani e caldeggiando per la candidatura di Ștefan Stoica a suo successore.
Si occupò, quindi, esclusivamente della gestione delle proprie aziende, vivendo tra la casa di Craiova e la sua villa di Snagov. Tornato nel campo della progettazione aeronautica, nell'aprile del 2015 nel corso dell'AERO 2015 di Friedrichshafen presentò un modello di aereo ultraleggero di sua concezione.
Nel 2017, chiamato a testimoniare di fronte alla commissione d'inchiesta per la verifica degli aspetti riguardanti l'organizzazione delle elezioni presidenziali in Romania del 2009 vinte da Băsescu, i cui risultati erano stati aspramente contestati dal PSD, che aveva avanzato i dubbi di una frode elettorale, Berceanu affermò polemicamente di non avere niente da dire ai parlamentari che conducevano la commissione e al suo presidente Mihai Fifor.

## Aspetti controversi

### Patrimonio
Le sue ricchezze furono spesso oggetto di attenzione da parte della stampa. Oltre ad essere azionista a vario titolo di numerose società commerciali, stando alla dichiarazione patrimoniale presentata nel 2008 al momento della nomina a ministro, Radu Berceanu possedeva la maggioranza delle azioni dell'azienda AVI srl per un valore di 400.000 lei, tre appartamenti (uno a Craiova, uno a Râmnicu Vâlcea e uno in Spagna), conti bancari per un totale di 800.000 euro e due automobili, una Toyota RAV4 e una Mercedes-Benz W220. Berceanu, inoltre, aveva concesso prestiti per 350.000 euro ad aziende e soggetti privati (150.000 euro all'Invest Group srl di Bucarest e 200.000 all'imprenditore di Craiova Pompiliu Selea).
Alcuni osservatori sottolinearono che il prestito di 200.000 euro concesso a Selea, in realtà, era servito per acquisire da quest'ultimo delle azioni della società Jiul SA (Berceanu, infatti, ne deteneva il 51%), azienda proprietria degli hotel e ristoranti Jiul, Minerva, Hanul Doctorului e Vila Vînătorul di Craiova, con un valore commerciale complessivo di molto superiore ai 200.000 euro. Secondo alcuni specialisti, tenendo conto di tutte le sue partecipazioni azionarie, il patrimonio di Berceanu si aggirava intorno ai 13 milioni di euro.

### Accuse di spionaggio industriale

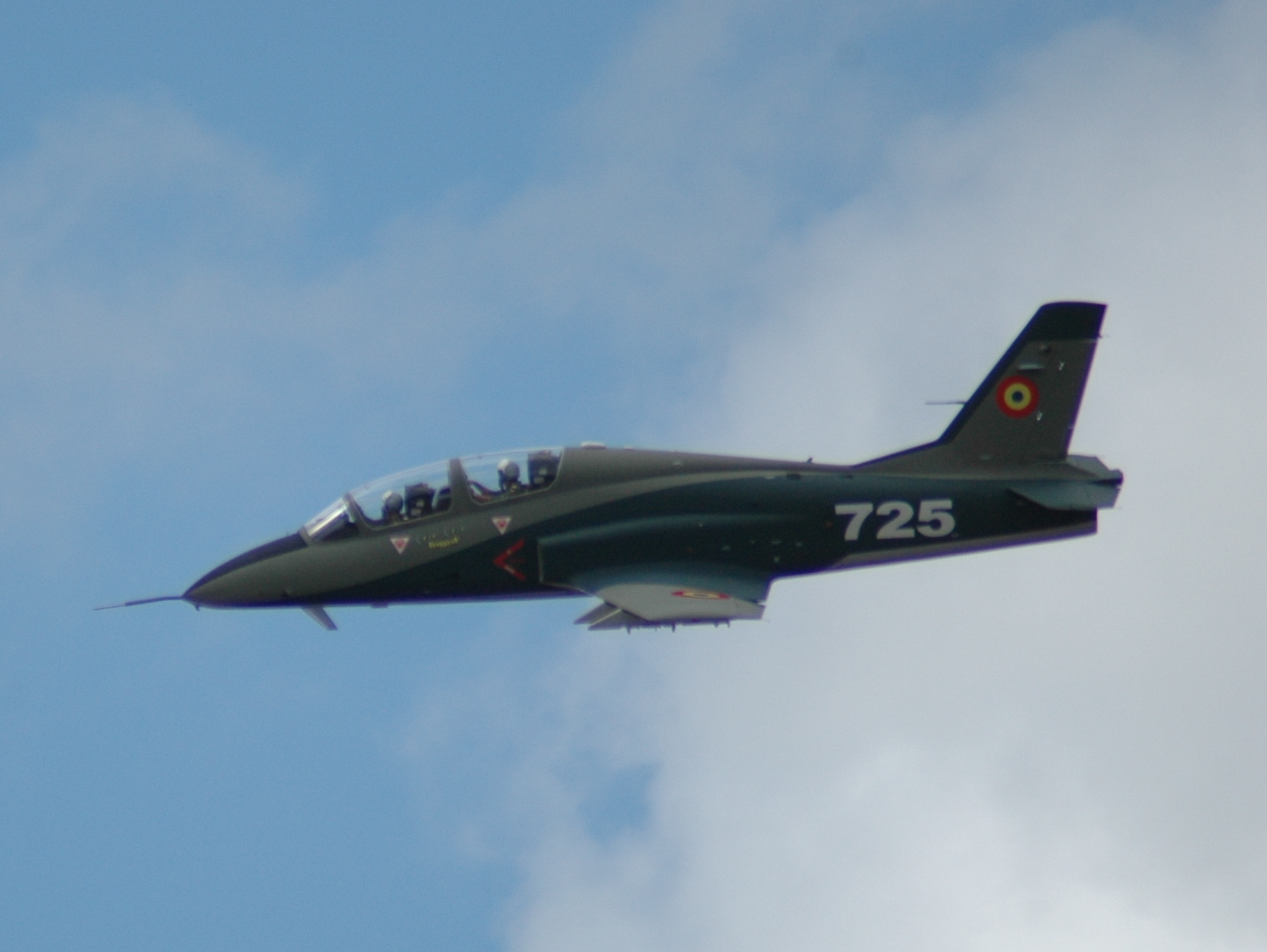
Uno IAR 99 in volo nel 2008

Nel 2009 l'ex direttore del Serviciul Român de Informații, Virgil Măgureanu, rivelò pubblicamente che un rapporto prodotto nel 1995 dall'agenzia di intelligence accusava Radu Berceanu di spionaggio industriale. Secondo questo, nel 1992 Berceanu sarebbe venuto a conoscenza di un segreto di stato riguardante la realizzazione di un prototipo di aereo militare, lo IAR 109 SWIFT (evoluzione dello IAR 99), da parte della Avioane Craiova e avrebbe fatto pressione sull'allora segretario del Consiglio Supremo di Difesa del Paese (CSAT) Vasile Ionel per permettere lo spostamento all'estero del velivolo. Questo, quindi, avrebbe stazionato per due settimane presso gli hangar dell'Aeroporto di Tel Aviv-Ben-Gurion, periodo nel quale sarebbero stati manomessi i sigilli e l'aereo sarebbe stato studiato dagli ingegneri dell'aeronautica israeliana. Nel 1993 la IAI Lahav, industria aeronautica israeliana, propose alla Romania un partenariato per la produzione dello IAR 109 SWIFT.
Nel 1994 il rappresentante della IAI Lahav Tanya Halperin (che era già stata socio in affari di Berceanu) si incontrò con i rappresentanti del ministero della difesa per concludere il contratto, che stabiliva che il velivolo sarebbe stato prodotto in Israele, ma con manodopera romena proveniente dalla fabbrica di Craiova. Al di fuori delle trattative Berceanu avrebbe richiesto all'azienda una commissione personale del valore di 6 milioni di dollari. In base alle dichiarazioni di Măgureanu, infatti, tale somma rappresentava il pagamento da parte di Israele all'allora deputato per la vendita dei segreti del prototipo allo stato mediorientale.
Nel novembre 1995, quando l'intero programma fu trasferito in Israele, gli ingegneri romeni scoprirono l'esistenza della produzione da parte della IAI Lahav di un aereo con struttura quasi identica allo IAR 109 SWIFT, il Galaxi, probabilmente basato sul modello dello IAR.

### Accuse di corruzione da ministro dell'industria
Come sottolineato dall'Associazione Accademica di Amministrazione Pubblica Europa, che chiese alla procura dell'Alta corte di cassazione e giustizia di avviare un'inchiesta di controllo sugli averi di Berceanu, nel corso del mandato di ministro dell'industria questi si sarebbe reso protagonista diversi scandali di corruzione che, tuttavia, non ebbero alcun seguito dal punto di vista legale.
Secondo l'associazione, Berceanu, in complicità con la propria assistente personale Simona Culcea, avrebbe richiesto commissioni illegali agli operatori economici del comparto minerario per ottenere documenti e approvazioni ministeriali. Berceanu, infatti, avrebbe sistematicamente ignorato i pareri della commissione pubblica incaricata di questo compito e avrebbe preso personalmente ogni decisione.
A partire dall'estate 1998 Berceanu, inoltre, avrebbe intrattenuto rapporti diretti con i rappresentanti dei gruppi industriali Va Tech, Luxten Lighting Company ed Energy Holding, richiedendo un compenso in cambio dell'assegnazione di appalti pubblici a loro vantaggio. Bogdan Nicolae Buzăianu, rappresentante legale di Va Tech in Romania avrebbe approfittato di contratti sopravvalutati del 40-50% per la ristrutturazione di una centrale termica e di una idroelettrica. Il primo contratto sarebbe passato dagli originali 100 milioni di dollari concordati in fase di finalizzazione del contratto ad 1 miliardo di dollari, per via di continui ordini aggiuntivi firmati da Berceanu. Allo stesso modo, il ministro avrebbe favorito le aziende Luxten Lighting Company e Energy Holding, operanti nel settore dell'energia, imponendo ai direttori delle altre società di distribuzione di non iscriversi alle gare pubbliche cui prendevano parte le due società. Nel 1999, oltre a ciò, la Luxten Lighting Company avrebbe acquistato dalla AVI srl di Berceanu e rivenduto ad un prezzo maggiorato al colosso pubblico dell'energia elettrica RENEL un'intera fornitura di piloni per la rete elettrica. In aggiunta, Berceanu e il ministro dell'industria del governo Năstase (2000-2004) Dan-Ioan Popescu (PDSR) avrebbero posseduto, tramite intermediari, azioni della Luxten Lighting Company.
Un'ulteriore accusa mossa a Berceanu fu quella di aver deliberatamente creato situazioni di crisi nella contrattazione per l'importazione di gas naturale, in modo da giustificare prezzi di acquisto superiori alla media e poter così mascherare le commissioni percepite dagli operatori privati. Tale strategia sarebbe proseguita sotto il suo successore Dan-Ioan Popescu, di cui era socio d'affari in diverse aziende.

### Caso Sun Oil
Secondo il giornale Ziua, insieme ad altri importanti figure del PD, Berceanu avrebbe avuto un ruolo nel «caso Sun Oil», azienda fondata dall'imprenditore Liviu Constantin Niță insieme all'allora leader del PD nel distretto di Prahova Corneliu Ruse. Le attività della Sun Oil si concentravano sulla vendita di combustibile e prodotti chimici per l'industria. Tra i suoi fornitori vi era la raffineria Petrobrazi, nel 1998 gestita dalla Petrom, allora di proprietà dello stato ed in subordine al ministero dell'industria guidato da Berceanu. Per questo motivo, secondo i giornalisti, Niță avrebbe sovvenzionato le attività del PD e consegnato somme in denaro direttamente ai suoi rappresentanti. Nello specifico, tra il marzo e il giugno 1999 Niță avrebbe dato a Ruse, Berceanu e Gheorghe Albu 200.000 dollari, consegnati nelle sedi del partito di Ploiești e di Bucarest. Nell'aprile del 1999 Ruse avrebbe preteso l'emissione di 1000 azioni della società per il valore di un milione di lei, 550 delle quali sarebbero state divise tra Berceanu, Ruse e Albu. In ogni caso Berceanu negò qualunque coinvolgimento, sostenendo che Niță, unico indagato condannato a due anni di reclusione, lo avrebbe accusato solo a scopo politico.

### Affare Cina
In base ad una nota emanata nel 2004 dall'Autorità nazionale di controllo (ANC), allora guidata da Ionel Blăncescu, quando era ministro dell'industria Berceanu avrebbe utilizzato un'azienda di Craiova gestita da un intermediario, Ionel Daniel Nedelcuț, per la creazione di una società mista romeno-cinese nel paese asiatico e avrebbe commesso delle illegalità che configuravano i reati di falso, riciclaggio di denaro, evasione fiscale e rimborso illegale di Iva.
La SC Nedarom srl di Nedelcuț aveva la stessa sede sociale di un'altra azienda di Berceanu, la SC Parky srl, mentre Nedelcuț figurava come amministratore e proprietario del 5% della AVI srl, società nella quale Berceanu possedeva l'80% del pacchetto azionario. Nel 1999 la Nedarom fondò una società attiva nella produzione di alcol in Cina (la Botou Golden Horse Fruit Brandy Co Ltd) con un investimento di capitale stimato intorno ad 1,1 milioni di dollari: 770.000 dollari di macchinari e mezzi di produzione, 40.000 per assistenza tecnica, 240.000 di know-how e 50.000 di capitale sociale. Mentre tali transazioni avrebbero ricevuto l'approvazione da parte della Banca Nazionale della Romania, l'ANC tramite l'analisi della documentazione contabile della società accertò che nessuna di queste era pervenuta a destinazione e che nessun versamento era in realtà stato realizzato. La Nedarom, oltre a ciò, richiese alla Direzione delle finanze del distretto di Dolj il rimborso dell'Iva per i presunti investimenti realizzati, ottenendo nel 2000 un indennizzo di 707 milioni di lei. La nota, in ogni caso, non ebbe seguito e nessuna inchiesta fu avviata dalla procura.

### Presunti legami con i servizi segreti della Federazione Russa
Secondo l'Associazione Accademica di Amministrazione Pubblica Europa, in base a dei documenti in possesso dei servizi segreti delle forze armate romene, del Serviciul de Informații Externe e della CIA, Berceanu avrebbe avuto contatti con l'intelligence di paesi stranieri già prima del 1989, in primis con i servizi di spionaggio della Francia e, dopo il 1989, con alcuni quadri corrotti dei servizi segreti della Russia.
Nel 2000 da ministro dell'industria avrebbe provato a favorire la Russia tramite un'ordinanza di governo che prevedeva la compensazione di debiti per 22 milioni di dollari, che la defunta URSS doveva alla Romania, in cambio della consegna in controvalore da parte della Federazione Russa di macchinari ed equipaggiamenti finalizzati alla modernizzazione della centrale termica CET Mintia-Deva. La Termoelectrica SA, proprietaria della centrale, avrebbe successivamente rimborsato a scaglioni lo stato. Tali macchinari, tuttavia, non sarebbero mai entrati in funzione, mentre la Russia riuscì a saldare il debito nel 2003. L'ordinanza, inoltre, non avrebbe riportato la firma del primo ministro Mugur Isărescu, ma solamente quelle di Berceanu e del ministro delle finanze Decebal Traian Remeș, elemento che sollevava dubbi sulla regolarità dell'atto.
Il consorzio che fornì gli strumenti, cui l'affare fu affidato senza bando di gara, era costituito da aziende facenti capo ad ex ufficiali dei servizi segreti di Russia, Romania e Israele. Tra queste la Global International SA 2000, di cui Berceanu era azionista e il cui proprietario era Boris Golovin, ufficiale in pensione delle truppe speciali del GRU, la M.T.Il. Projects&Systems Ltd, società offshore con sede a Cipro, e la Babcock Borsing Power/Austrian Energy, con sede in Austria. La Global International, inoltre, aveva sede a Bucarest in un immobile appartenente allo stato russo che in passato aveva ospitato un ufficio diplomatico dell'URSS. Il 20% della società era in possesso della Engineering Company Ziomar, industria russa operante nel commercio di macchine nucleari ed energetiche, il cui rappresentante legale in Romania era Victor Ustinov, ex responsabile delle relazioni commerciali dell'ambasciata russa a Bucarest, che era coadiuvato da Berceanu in qualità di consulente.

### Conflitti di interessi delle sue aziende
Nel 1994 fondò la AVI srl insieme al collega del PD Adriean Videanu con un capitale sociale di 100.000 lei diviso al 50% tra i due soci. Il campo di attività dell'azienda era quello della commercializzazione alle industrie di fibre di vetro ed altri materiali di costruzione per treni e mezzi di trasporto. Sul finire degli anni novanta Videanu cedette la propria quota, mentre Berceanu divenne ministro dell'industria. Da quel momento la AVI crebbe di venti volte e, in seguito a diverse ricapitalizzazioni, arrivò ad avere un valore di 5 miliardi di lei. Nel 1999 la società apparteneva al 95% alla famiglia Berceanu (tra Radu e la moglie Mihaela) e al 5% al socio Ionel Daniel Nedelcuț.
L'Autorità nazionale di controllo (ANC), tuttavia, nel 2000 rilevò delle irregolarità nella sua gestione. La AVI aveva maturato un debito di 3,5 miliardi di lei nei confronti del fondo pensionistico e di quello per la disoccupazione. Nonostante ciò, era riuscita a beneficiare dello sconto sulla maggiorazione dell'Iva previsto per le aziende in regola nei confronti dell'amministrazione finanziaria, causando un pregiudizio per le casse dello stato di 1,3 miliardi di lei. Nella stessa nota l'ANC accertò delle violazioni per quanto riguardava il bilancio contabile anche di un'altra azienda di Berceanu, la Parky srl.
L'imperiosa crescita della AVI fu frutto della prolungata collaborazione con un incredibile numero di clienti pubblici o con altre aziende che avevano contratti in essere con la pubblica amministrazione, elemento che sollevò dubbi sulla correttezza dell'assegnazione degli appalti. Nel 2000 i principali clienti della AVI erano la Metav București, all'epoca azienda di stato, la RMC e la EMC, entrambe società miste romano-francesi controllate da Berceanu. Nel 2009 la Săptămâna financiară pubblicò un'inchiesta che dimostrava come la AVI fosse tra i maggiori fornitori di grosse industrie (Bombardier, Alstom, Siemens), cui erano stati assegnati degli appalti da parte di diverse compagnie gestite dal ministero dei trasporti, CFR e Metrorex. Tra il 2002 e il 2009 la AVI avrebbe fatturato, grazie ai rapporti commerciali con i tre gruppi industriali, oltre 700 milioni di euro. Nel corso degli anni la AVI collaborò con numerose società legate da contratti con la pubblica amministrazione come, ad esempio, la Irisbus, che forniva i mezzi alla RATB.
Il 13 novembre 2009 i reporter di Academia Cațavencu vennero a conoscenza di un incontro tra Berceanu, allora ministro dei trasporti, e Bogdan Nicolae Buzăianu, proprietario della Buzmann Industries. Quattro giorni dopo, il 17 novembre, una compagnia in subordine al ministero assegnò un contratto di 6,35 milioni di euro per la fornitura di energia elettrica ad una società collegata a Buzăianu.
Nel giugno 2010 il deputato Gelu Vișan (PD-L) affermò che l'azienda edile Telcond con sede nel distretto di Dolj, nella quale i figli di Berceanu erano azionisti, negli ultimi anni aveva ottenuto in maniera preferenziale appalti con comuni ed enti pubblici guidati dai membri del PD-L.
Nel 2017 il Jurnalul Național pubblicò un articolo in cui sosteneva che la SC Of Systems SRL, di proprietà di Berceanu, attiva nella vendita di strumenti di misurazione e controllo, era uno dei maggiori fornitori delle università romene e di altre numerose istituzioni statali, come il Birou Român de Metrologie Legală il cui direttore aggiunto, Valentin Pătășanu, dal 2013 era anche proprietario del 50% del capitale sociale della stessa SC Of Systems SRL, avanzando il sospetto di una palese posizione di incompatibilità di ruoli.

## Vita privata
Il padre, nato nel 1923 e deceduto nel 2003, era un aviatore e tecnico aeronautico, mentre la madre, nata nel 1925, era un'infermiera.
Nel 1978 sposò Mihaela-Marinela Bădîrcea, nata nel 1954 e laureatasi nel 1979 presso la facoltà di filologia dell'Università di Bucarest. La coppia ebbe due figli, Victor (nato nel 1981 e laureatosi in marketing presso l'Università Spiru Haret) e Andrei (nato nel 1984 e studente di scienze economiche all'Università Romena-Americana di Bucarest).